# روديغر دورن
روديغر دورن (بالألمانية: Rüdiger Dorn)‏ هو كاتب ألماني، ولد في 1969 في أوسنابروك في ألمانيا.